# Pologne aux Jeux mondiaux de 2005
Cet article contient des informations sur la participation et les résultats de la Pologne aux Jeux mondiaux de 2005 à Duisbourg Allemagne.

## Médailles

### Or
| Sport              | Discipline      | Sportifs      |
| Médailles d'or : 3 |                 |               |
| Bodybuilding       | Femmes          | Agnieszka Ryk |
| Gymnastique        | Tumbling Hommes | Józef Wadecki |
| Gymnastique        | Aerobic Hommes  | Józef Wadecki |

### Argent
| Sport                  | Discipline | Sportifs        |
| Médailles d'argent : 2 |            |                 |
| Bodybuilding           | Hommes     | Kamil Majek     |
| Sumo                   | Femmes     | Edyta Witkowska |

### Bronze
| Sport                   | Discipline     | Sportifs        |
| Médailles de bronze : 6 |                |                 |
| Force athlétique        | −90 kg Hommes  | Jan Wegiera     |
| Sumo                    | +115 kg Hommes | Robert Paczków  |
| Sumo                    | +80 kg Femmes  | Edyta Witkowska |